# Manjabálago y Ortigosa de Rioalmar
Manjabálago y Ortigosa de Rioalmar (bis  2013: Manjabálago) ist ein Ort und eine zentralspanische Gemeinde (municipio) mit 26 Einwohnern (Stand: 2024) in der Provinz Ávila in der Autonomen Region Kastilien-León. Die Gemeinde besteht aus den Ortschaften Manjabálago und Ortigosa de Rioalmar. Der Verwaltungssitz befindet sich in Manjabálago.

## Lage
Manjabálago y Ortigosa de Rioalmar befindet sich in den nördlichen Ausläufern der Sierra de Gredos gut 29 Kilometer westlich von Ávila in einer Höhe von 1275 m. Das Klima im Winter ist kühl, im Sommer dagegen trotz der Höhenlage durchaus warm; der Regen (ca. 570 mm/Jahr) fällt – mit Ausnahme der nahezu regenlosen Sommermonate – verteilt übers ganze Jahr.

## Bevölkerungsentwicklung
| Jahr      | 1970 | 1981 | 1991 | 2001 | 2011 | 2021 |
| Einwohner | 248  | 153  | 100  | 63   | 40   | 22   |

## Sehenswürdigkeiten

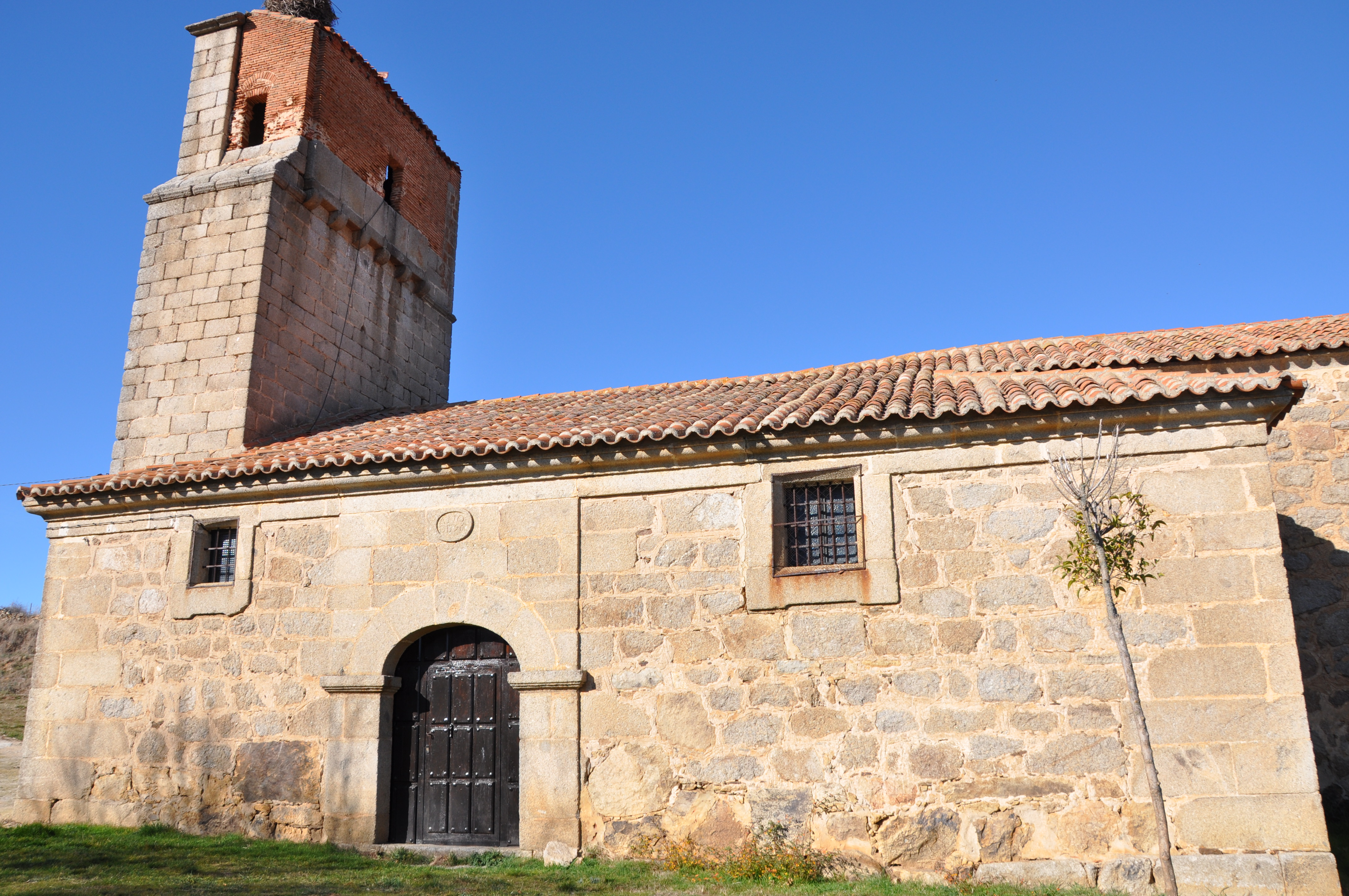
Michaeliskirche

- Michaeliskirche